# Kapos
Kapos – rzeka w południowo-zachodnich Węgrzech, prawy dopływ Sió w zlewisku Morza Czarnego. Długość - 112,7 km, średni przepływ - 4,4 m³/s, powierzchnia zlewni - 3170 km². 
Źródła koło wsi Kiskorpád. Płynie na wschód u północnego podnóża wzgórz Zselic, przepływa przez miasta Kaposvár i Dombóvár, skręca na północ i płynie wzdłuż zachodniego podnóża wzgórz Tolna i u ich północnego krańca uchodzi do Sió koło wsi Pincehely.